# Герой має бути сам
«Герой має бути сам» (рос. Герой должен быть один) — роман, написаний в 1995 році Генрі Лайоном Олді. Переосмислення давньогрецьких міфів про Геракла.
Спочатку, як продовження «Герой має бути сам» був задуманий роман «Нам тут жити», але опублікована версія, написана в співавторстві з Андрієм Валентиновим, майже нічого спільного з ним не має.
Роман «Одісей, син Лаерта» не можна вважати продовженням цього роману в повному сенсі цього слова, хоча зв'язок їх безсумнівний.

## Головні герої
- Амфітріон Персеїд — батько Алкіда та Іфікла. Його можна вважати головним героєм роману. Нащадок богів, людина горда й жорстка, він, не бажаючи примиритися з відведеною йому долею та роллю богів, здатний на багато що, в тому числі — посперечатися з мороком Аїда.
- Алкмена — дружина Амфітріона, мати близнюків.
- Алкід — один з близнюків. Через те, що бажаючі взяти гору над богами Одержимі Тартаром з народження хлопчика приносили йому людські жертви, — схильний до нападів божевілля.
- Іфікл — один з близнюків; єдиний, здатний утримувати брата під час нападів. Добровільно відмовився від будь-якої слави на користь брата, заради того, щоб чутка (а значить, боги й Одержимі) не дізналася, що героїв — двоє.
- Гермес — бог; став вихователем і другом близнюків-Амфітріадів. Один з найпам'ятніших персонажів: хитрун, жартівник та пройдисвіт, але водночас здатний на щирі почуття та глибоку прихильність. Його також прозивають Пустишкою, Лукавим.
- Іолай — перший син Іфікла; буде супроводжувати близнюків, і його назвуть Візником Геракла.
- Евріт Ойхаллійський — глава Салмонеєвського Братства (група Одержимих Тартаром), учень Аполлона, прекрасний лучник, базилей Ойхаллії. Антагоніст: мріє зрівнятися з богами, на шляху до мети не зупинявся ні перед чим. Будучи убитий, декілька разів повертався в світ живих.
- Іфіт Ойхаллійський — син Евріта, лучник, учитель близнюків, жертва Одержимих Тартаром (один з батьків Гігантів).
- Іола — дочка Евріта, жертва Одержимих Тартаром: після відправки на Флегр дещо пошкодила розум (перестала розмовляти).
- Лаодамія — дочка базилея Акаста; згодом — дружина Іолая.
- Аїд — старший син Кроноса та Реї. Управляє Підземним царством — царством мертвих. Ніколи не залишає межі своїх володінь. Уособлює собою темряву. Безпосередньо не бере участь в справах Сім'ї (Олімпійських богів) та людей. Але, при цьому, дуже впливає на долю Геї. Гермес називає його Старшим або Владикою.